# اچ‌ام‌اس نیوهمپشایر (دی۰۶)
اچ‌ام‌اس نیوهمپشایر (دی۰۶) (به انگلیسی: HMS Hampshire (D06)) یک کشتی بود که طول آن ۵۰۵ فوت (۱۵۴ متر) بود. این کشتی در سال ۱۹۶۱ ساخته شد.